# Le Pont-de-Planches
Le Pont-de-Planches é uma ex-comuna francesa na região administrativa de Borgonha-Franco-Condado, no departamento de Alto Sona. Estendeu-se por uma área de 6,88 km². Em 2010 a comuna tinha 519 habitantes (densidade: 75,4 hab./km²).
Em 1 de janeiro de 2016 foi fundida com as comunas de Greucourt e Vezet para a criação da nova comuna de Val-Revermont.